# Kottadalu, Bhadravati
Kottadalu là một làng thuộc tehsil Bhadravati, huyện Shimoga, bang Karnataka, Ấn Độ.